# Préfecture de Lezhë
La préfecture de Lezhë (en albanais : Qarku i Lezhës) est une préfecture d'Albanie. Sa capitale est Lezhë.

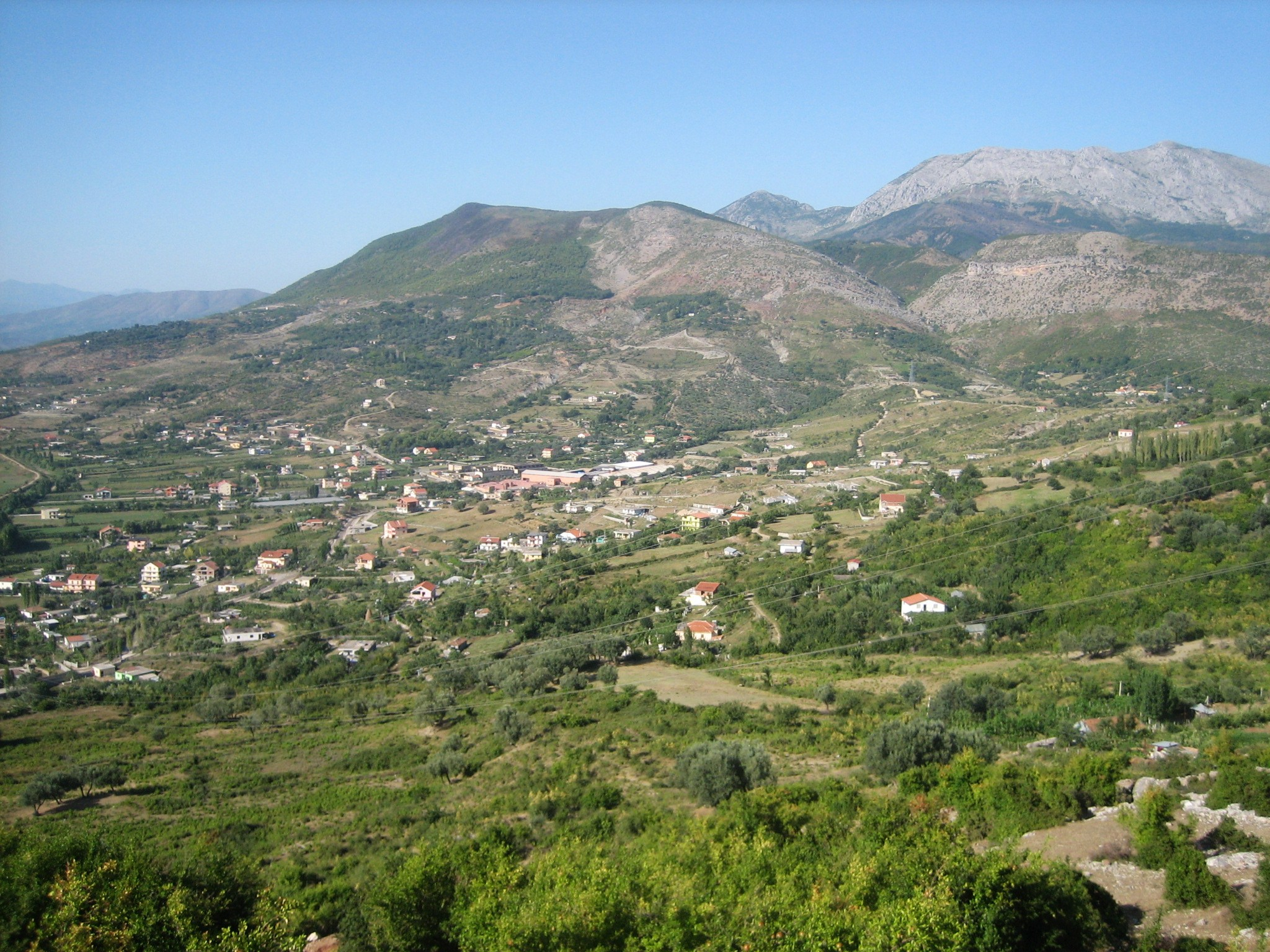
Vue depuis le château de Lezhë

## Districts
La préfecture de Lezhë est sous-divisée en trois districts : Kurbin, Lezhë et Mirditë.